# Hoofdklasse (mannenhandbal) 1967/68
De Hoofdklasse was de hoogste afdeling van het Nederlandse handbal bij de heren op landelijk niveau. In het seizoen 1967/1968 werd Sittardia landskampioen.

## Teams
| Club          | Plaats    | Provincie     |
| ------------- | --------- | ------------- |
| T.V./Aalsmeer | Aalsmeer  | Noord-Holland |
| AHC '31       | Amsterdam | Noord-Holland |
| ESCA          | Arnhem    | Gelderland    |
| Niloc         | Amsterdam | Noord-Holland |
| Olympia HGL   | Hengelo   | Overijssel    |
| Operatie '55  | Den Haag  | Zuid-Holland  |
| Sittardia     | Sittard   | Limburg       |
| Vlug en Lenig | Geleen    | Limburg       |

## Stand
| Pos | Team              | Wed | W | G | V | Ptn | DV  | DT  | +/− | Opmerking                                            |
| --- | ----------------- | --- | - | - | - | --- | --- | --- | --- | ---------------------------------------------------- |
| 1   | Sittardia (K)     | 14  | 9 | 2 | 3 | 20  | 218 | 182 | +36 | Deelname Europees kampioenschap voor landskampioenen |
| 2   | Vlug en Lenig     | 14  | 9 | 1 | 4 | 19  | 236 | 215 | +21 |                                                      |
| 3   | Niloc             | 14  | 7 | 0 | 7 | 14  | 253 | 245 | +8  |                                                      |
| 4   | AHC '31           | 14  | 7 | 0 | 7 | 14  | 225 | 224 | +1  |                                                      |
| 5   | ESCA              | 14  | 6 | 1 | 7 | 13  | 180 | 193 | −13 |                                                      |
| 6   | Operatie '55      | 14  | 6 | 0 | 8 | 12  | 216 | 242 | −26 |                                                      |
| 7   | Olympia HGL       | 14  | 5 | 1 | 8 | 11  | 210 | 214 | −4  |                                                      |
| 8   | T.V./Aalsmeer (R) | 14  | 3 | 3 | 8 | 9   | 169 | 192 | −23 | Degradatie naar de Overgangsklasse                   |

## Uitslagen
| Thuis \ Uit   | AAL   | AHC   | ESC   | NIL   | OLY   | OPE   | SIT   | V&L   |
| ------------- | ----- | ----- | ----- | ----- | ----- | ----- | ----- | ----- |
| T.V./Aalsmeer |       | 12–10 | 8–12  | 13–15 | 11–11 | 12–20 | 15–12 | 8–15  |
| AHC '31       | 13–10 |       | 20–14 | 16–12 | 15–18 | 16–12 | 11–16 | 23–22 |
| ESCA          | 9–13  | 13–10 |       | 19–12 | 11–10 | 9–14  | 9–17  | 11–12 |
| Niloc         | 16–13 | 24–18 | 20–18 |       | 19–16 | 25–17 | 16–21 | 22–23 |
| Olympia HGL   | 17–14 | 25–22 | 12–13 | 17–15 |       | 22–16 | 11–13 | 13–18 |
| Operatie '55  | 12–10 | 13–20 | 16–9  | 18–31 | 13–12 |       | 15–14 | 21–22 |
| Sittardia     | 16–16 | 22–12 | 13–13 | 16–11 | 14–10 | 23–17 |       | 13–11 |
| Vlug en Lenig | 14–14 | 11–19 | 16–20 | 20–15 | 20–16 | 17–12 | 15–8  |       |

|                    |
|                    |
| Sittardia 2e titel |